# Dalbergia cubilquitzensis
Dalbergia cubilquitzensis är en ärtväxtart som först beskrevs av John Donnell Smith, och fick sitt nu gällande namn av Henri François Pittier. Dalbergia cubilquitzensis ingår i släktet Dalbergia, och familjen ärtväxter. Inga underarter finns listade i Catalogue of Life.